# Safotu
Safotu is een plaats in Samoa en is de hoofdplaats van het district Gaga'ifomauga op het eiland Savai'i.
In 2006 telde Safotu 1382 inwoners. In 2016 was het aantal inwoners 1270.